# Santa Helena de Goiás
Santa Helena de Goiás là một đô thị thuộc bang Goiás, Brasil. Đô thị này có diện tích 1127,855 km², dân số năm 2007 là 35027 người, mật độ 31,5 người/km².